# Fabio Sartor
Fabio Sartor est un acteur italien né à Castelfranco Veneto (Vénétie) le 12 octobre 1954 et mort le 6 novembre 2024 à Rome.

## Biographie
Fabio Sartor étudie à la faculté d'architecture de l’université IUAV de Venise en même temps que Vittorio Gregotti, Aldo Rossi et Massimo Cacciari. Il se forme en même temps auprès du Teatro a l'Avogaria (it) géré par Giovanni Poli.
Il joue au théâtre avec des metteurs en scènes comme Giorgio Strehler, Peter Stein, Klaus Gruber, Luca Ronconi, Robert Fortune, Luca Barbareschi, Antonio Calenda, Giancarlo Marinelli et Patrick Rossi Gastaldi.
Au cinéma, il est employé par Mel Gibson, Marlene Gorris, Diane Kurys, Peter Greenaway, Alessandro Rossetto, Ruggero Deodato, Giuseppe Piccioni, Enrico Oldoini, Pappi Corsicato et Florestano Vancini.
Il a aussi collaboré avec Wim Wenders, Pina Bausch ainsi qu'avec Franco Fontana pour la photographie.

## Filmographie

### Cinéma
- 1985 : La signora della notte, de Piero Schivazappa : Marco[2]
- 1987 : Aurelia (it), de Giorgio Molteni : Tommaso[2]
- 1987 : Le Ventre de l'architecte (The Belly of an Architect), de Peter Greenaway : un policier[2]
- 1988 : Le Tueur de la pleine lune, de Ruggero Deodato : Davide[2]
- 1994 : L'Articolo 2, de Maurizio Zaccaro : Savario[2]
- 1997 : Il carniere, de Maurizio Zaccaro : Carotti[2]
- 1997 : Nirvana, de Gabriele Salvatores : un policier[2]
- 1999 : Hors du monde, de Giuseppe Piccioni
- 2000 : La Défense Loujine (The Luzhin Defence), de Marleen Gorris : Turati[2]
- 2001 : Chimera (it), de Pappi Corsicato : Toni[2]
- 2001 : Belgrado Sling, de Riccardo Donna
- 2002 : Malabana (Malavana), de Guido Giansoldati
- 2004 : La Passion du Christ (The Passion of the Christ), de Mel Gibson : Abenader[2]
- 2004 : 13dici a tavola (it), d’Enrico Oldoini : maître Bordignon[2]
- 2004 : The Fallen (Morts au combat), d’Ari Taub : Lieutenant Gianini[2]
- 2005 : L'Anniversaire, de Diane Kurys : Giovanni
- 2005 : Plus jamais comme avant (it), de Giacomo Campiotti : père de Giulia[2]
- 2005 : E ridendo l'uccise, de Florestano Vancini : Capitaine de Roberti
- 2007 : Le Candidat, de Niels Arestrup : Luigi[2]
- 2009 : Le donne e il potere, d’Angelo Longoni
- 2010 : Last Letters from Monte Rosa, d’Ari Taub : Lieutenant Pietro[2]
- 2021 : The Italian Banker (it), d’Alessandro Rossetto

### Télévision
- 1988 : Colletti bianchi (it), série TV de Bruno Cortini : Michele[2]
- 1998 : Provincia segreta (it), mini-série TV de Francesco Massaro
- 1998 : Leo e Beo (it), mini-série TV de Rossella Izzo : Nicola[2]
- 1998 - 1999 : Una donna per amico (it), série TV de Rossella Izzo :Luca Liberati[2]
- 1999 : Lezioni di guai, série TV de Stefano Bambini et Sandro De Santis : Bruno[2]
- 1999 : Cristallo di rocca - Una storia di Natale (it), téléfilm de Maurizio Zaccaro
- 1999 : Jésus, mini-série TV de Roger Young : Jacques[2]
- 2001 : La crociera (it), mini-série TV d’Enrico Oldoini : Simone[2]
- 2002 : Incompreso (it), mini-série TV d’Enrico Oldoini
- 2003 : Casa famiglia (it) série TV
- 2007 : Liberi di giocare (it), mini-série TV de Francesco Miccichè (it) : Marco[2]
- 2008 : L'amore non basta (it), mini-série TV de Tiziana Aristarco : Roberto
- 2009 : Ovunque tu sia, téléfilm d’Ambrogio Lo Giudice : Roberto[2]
- 2009 : Bakhita, de l'esclavage à la sainteté, mini-série TV de Giacomo Campiotti : Fédérico Marin[2]
- 2010 : Le segretarie del sesto (it), mini-série TV d’Angelo Longoni : docteur Verbieri[2]
- 2010 : La ladra (it), série TV de Francesco Vicario : Max[2]
- 2011 - 2013 : Rossella (it), série TV de Gianni Lepre et Carmine Elia : Pietro Andrei[2]
- 2012 : Il generale dei briganti (it), mini-série TV de Paolo Poeti : Darot[2]
- 2013 : Paura d'amare (it), série TV de Vincenzo Terracciano : Von Berg[2]
- 2015 : Un passo dal cielo, série TV d’Enrico Oldoini, épisode 3x05 (Il giusto riposo degli alberi) : Zeunert[2]
- 2017 : Che Dio ci aiuti (it), série TV de Francseco Vicario, épisodes 4x03 (La lista) et 4x14 (Una goccia nel mare) : Leone Gagliardi[2]

## Théâtre
- La commedia della seduzione d’Arthur Schnitzler, mise en scène de Luca Ronconi
- Le baruffe chiozzotte de Carlo Goldoni, mise en scène de Giorgio Strehler
- Splendid's de Jean Genet, mise en scène de Klaus Gruber
- Voglia di tenerezza, tiré du roman de Larry McMurtry, adaptation de Don Gordon
- Medea d’Euripide, mise en scène de Peter Stein
- Don Giovanni de Molière, mise en scène d’Alberto Di Stasio
- Der Park de Botho Strauss, mise en scène de Peter Stein
- L'idea di ucciderti de Giancarlo Marinelli, mis en scène par l'auteur
- Una banca popolare de Romolo Bugaro, mise en scène d’Alessandro Rossetto
- Fedra de Racine, mise en scène de Patrick Rossi Gastaldi